# Dan Graham
Daniel "Dan" Graham (Urbana, Estats Units, 31 de març de 1942-Nova York, 19 de febrer de 2022) va ser un artista estatunidenc.

## Biografia
Nascut a Urbana (Estats Units), Dan Graham va ser un artista polièdric el treball del qual s'ha relacionat amb l'art minimal i/o conceptual, malgrat que la seva obra s'articula en una gran quantitat de formats i suports d'expressió artística, entre els quals coexisteixen la instal·lació, el vídeo, la música, el dibuix, la performance, el cinema, la fotografia, les revistes i, sobretot, l'arquitectura. També va ser escriptor, escultor, crític d'art, de música i d'arquitectura. La seva obra reflexiona sobre la capacitat de comunicació i la percepció individual i col·lectiva de l'art.
Per mitjà del contacte amb teories psicoanalítiques, sociològiques i estètiques, Dan Graham presta atenció a la societat i, en concret, al context urbà en què la industrialització i les noves modalitats de comunicació han sumit l'home. Els seus treballs analitzen les funcions històriques, socials i ideològiques dels sistemes culturals contemporanis, i posen l'accent en l'arquitectura, la música rock i la televisió. Les seves performances, instal·lacions i els seus dissenys arquitectònics o esculturals, investiguen temes com els àmbits públic i privat, l'espectador i l'artista, o l'objectivitat i la subjectivitat. A Catalunya, el seu treball va ser conegut particularment a arrel de l'exposició que va tenir a la Fundació Antoni Tàpies a la primavera de 1998.
Va morir el 19 de març de 2022 a Nova York

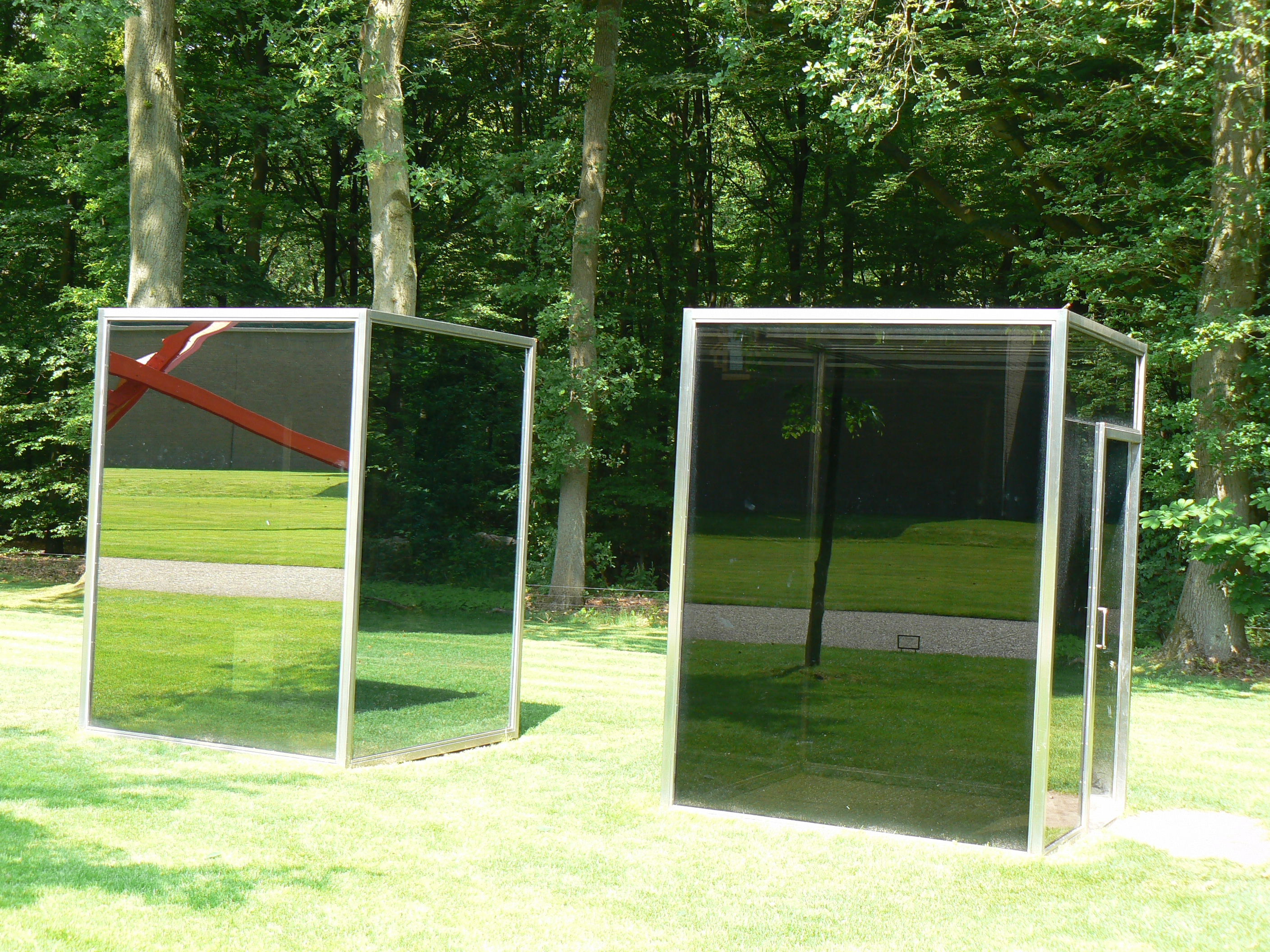
Two adjacent pavilions (1978/2001)